# ロンカデッレ
ロンカデッレ（伊: Roncadelle）は、イタリア共和国ロンバルディア州ブレシア県にある、人口約9,300人の基礎自治体（コムーネ）。

## 地理

### 位置・広がり

#### 隣接コムーネ
隣接するコムーネは以下の通り。
- ブレシア
- カステニャート
- カステル・メッラ
- グッサーゴ
- トルボレ・カザーリア
- トラヴァリアート

### 地震分類
イタリアの地震リスク階級 (it) では、3 に分類される
。

## 姉妹都市
- Zavidovići、ボスニア・ヘルツェゴビナ
- プレーチ、ペルージャ県